# Ian Boswell
Pour les articles homonymes, voir Boswell.
Ian Boswell, né le 7 février 1991 à Bend dans l'Oregon, est un coureur cycliste américain.

## Biographie
Ian Boswell se révèle sur le Tour de l'Utah 2010 avec l'équipe Bissell en terminant 3e de l'épreuve derrière Francisco Mancebo et Levi Leipheimer, à 19 ans.
Après un bon début de saison 2012 (notamment une deuxième place sur Liège-Bastogne-Liège espoirs derrière le Danois Michael Valgren), il rejoint l'équipe Argos-Shimano en tant que stagiaire.
Il se fixe comme objectif le Tour de l'Avenir où il termine notamment deuxième et quatrième d'étapes et cinquième du classement général remporté par le Français Warren Barguil.
Le 1er octobre 2012, il signe son premier contrat professionnel dans la formation britannique de Bradley Wiggins, l'équipe Sky pour la saison 2013.
À la fin de la saison 2015 il prolonge son contrat avec l'équipe Sky.
Aligné au départ du Tour d'Espagne en 2016 il y gagne la première étape, un contre-la-montre par équipes, avec la formation Sky.
En 2018 et 2019, il est membre de l'équipe Katusha-Alpecin. Il est victime d'une lourde chute sur Tirreno-Adriatico en mars 2019. Après la dissolution de l'équipe, en décembre 2019, il se retrouve sans contrat. À 28 ans, il déclare qu'il quitte la course sur route professionnelle et prévoit plutôt de participer à des compétitions de gravel.
Boswell (qui a souffert pendant plusieurs semaines de troubles neurologiques après sa dernière chute) s'engage depuis sa retraite dans la prévention des commotions cérébrales dans le cyclisme,. Il anime aussi le podcast Breakfast with Boz. 

## Palmarès
- 2006
  - 3e du championnat des États-Unis sur route juniors
- 2008
  - 2e du championnat des États-Unis du contre-la-montre juniors
- 2009
  - Nevada City Classic juniors
  - 2e de Liège-La Gleize
- 2010
  - Nevada City Classic
  - 3e du Tour de l'Utah
- 2011
  - Nevada City Classic
- 2012
  - 2e de Liège-Bastogne-Liège espoirs
  - 5e du Tour de l'Avenir
- 2016
  - 1re étape du Tour d'Espagne (contre-la-montre par équipes)

## Résultats sur les grands tours

### Tour de France
1 participation
- 2018 : 79e

### Tour d'Italie
1 participation
- 2016 : 71e

### Tour d'Espagne
3 participations
- 2015 : 71e
- 2016 : 80e, vainqueur de la 1re étape (contre-la-montre par équipes)
- 2018 : 126e

## Classements mondiaux
| Année                                 | 2012 | 2013 | 2014 | 2015 | 2016  | 2017 | 2018  |
| ------------------------------------- | ---- | ---- | ---- | ---- | ----- | ---- | ----- |
| UCI World Tour                        |      | nc   | nc   | 173e | nc    | 162e | 293e  |
| Classement mondial                    |      |      |      |      | 1577e | 351e | 1460e |
| UCI Europe Tour                       | 243e |      |      |      | 1269e | 462e | nc    |
| UCI Asia Tour                         | nc   |      |      |      | nc    | nc   | 562e  |
| UCI America Tour                      | 106e |      |      |      | nc    | nc   | nc    |
|                                       |      |      |      |      |       |      |       |
| Légende : nc = non classéSource : UCI |      |      |      |      |       |      |       |